# Who Wants to Be a Millionaire (Stany Zjednoczone)
Who Wants to Be a Millionaire – amerykański teleturniej oparty na brytyjskim formacie Who Wants to Be a Millionaire? wyemitowany po raz pierwszy w roku 1999. Jego uczestnicy odpowiadają na kilkanaście pytań, aby wygrać milion dolarów (okazjonalnie nawet większe kwoty).

## Zasady gry serii emitowanych przez ABC
Dziesięciu uczestników bierze udział w eliminacjach kto pierwszy, ten lepszy (Fastest Finger First). Osoba, która ułoży cztery odpowiedzi w odpowiedniej kolejności szybciej od rywali, awansuje do etapu zasadniczego.
Aby zdobyć główną nagrodę, musi odpowiedzieć na 15 pytań. Każde z nich ma cztery możliwe warianty odpowiedzi, z których tylko jeden jest prawidłowy. Za każdą poprawną odpowiedź dostaje nagrodę zgodnie z tabelą niżej. W każdej chwili może się wycofać i zabrać to, co uzyskał. Udzieliwszy błędnej odpowiedzi, zawodnik traci pieniądze, i zabiera kwotę gwarantowaną (lub – jeżeli żadnej nie zdobył – odchodzi z niczym). Zawodnik ma do dyspozycji trzy koła ratunkowe (ang. lifelines):
- Telefon do przyjaciela (Phone-A-Friend) – uczestnik ma 30 sekund na skonsultowanie się ze znajomą osobą – w tym celu dzwoni się do pomocnika przez telefon;
- Pytanie do publiczności (Ask the Audience) – publiczność w studio za pomocą pilotów wybiera odpowiedź, którą uważa za prawidłową;
- Pół na pół (Fifty-Fifty) – dwie losowo wybrane błędne odpowiedzi są odrzucane, pozostają tylko poprawna i jedna błędna.

Klasyczna wersja programu emitowana była w latach 1999–2002. W 2004 roku teleturniej powrócił do pierwotnej stacji z 12 odcinkami jako Who Wants to Be a Super Millionaire? (ang. Kto chce być supermilionerem?), w której do wygrania było 10 milionów dolarów, a po osiągnięciu drugiej kwoty gwarantowanej zawodnik otrzymywał dwa dodatkowe koła ratunkowe: Trzech mędrców (Three Wise Men) – połączenie z trzema osobami, na zasadzie pomocy eksperta oraz Podwójny strzał (Double Dip) – prawo do zaznaczenia dwóch wariantów odpowiedzi (nie można wcześniej użyć pół na pół), wiązało się ono jednak z utratą możliwości wycofania się lub użycia innego koła ratunkowego. 

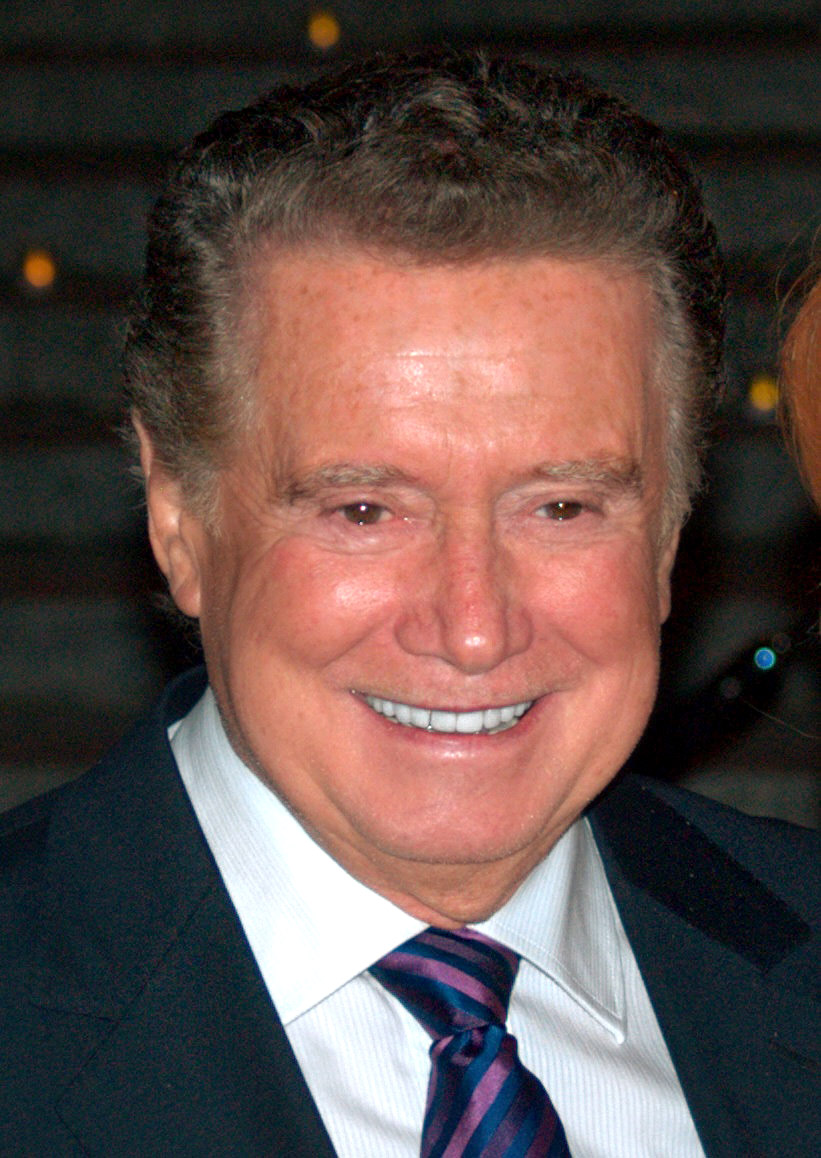
Regis Philbin, prowadzący pierwszą amerykańską wersję teleturnieju

W 2009 roku, z okazji 10. rocznicy pojawienia się programu w USA, tradycyjny format powrócił jeszcze raz, tym razem na 11 odcinków.

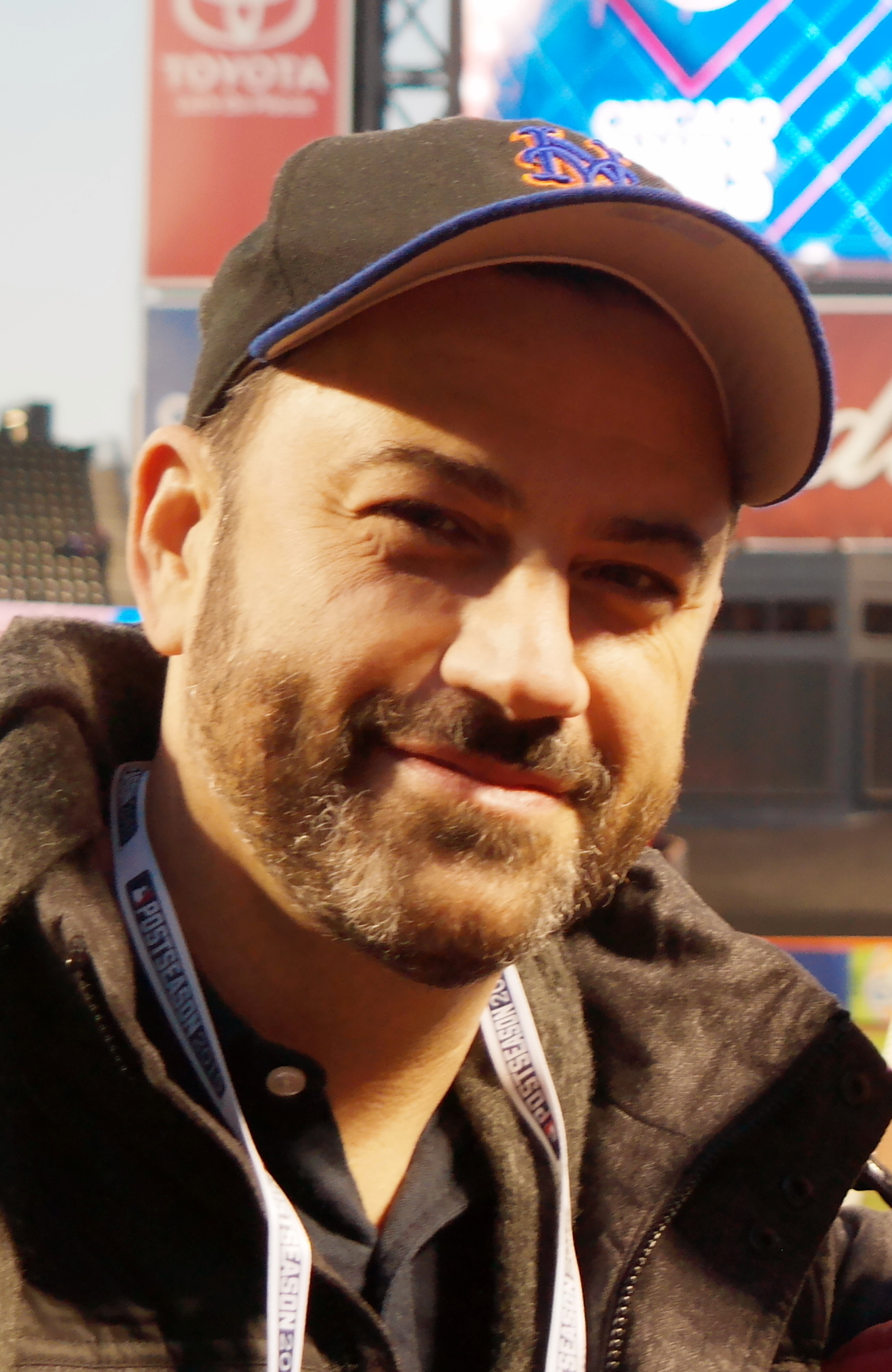
Jimmy Kimmel zasiadł na fotelu prowadzącego w 2020 roku (paręnaście lat wcześniej był uczestnikiem w specjalnym odcinku z gwiazdami)

Na początku stycznia 2020 roku stacja ABC potwierdziła, że wyemituje specjalną wersję z gwiazdami z okazji 20-lecia programu w Stanach Zjednoczonych. Pojawiła się ona na ekranach w kwietniu 2020 roku w głównym czasie antenowym i składała się z dziewięciu odcinków. Stacja reklamowała ją jako powrót do „Milionerów” znanych z początku jej emisji – przywrócono oryginalną ścieżkę dźwiękową, pierwotne drzewko pieniędzy i tradycyjne koła ratunkowe (z wyjątkiem pomocy publiczności). Nowe studio zbudowano bazując na najnowszym brytyjskim układzie. Prowadzącym został Jimmy Kimmel, a na fotelu gracza zasiadali celebryci. Nowością było również wprowadzenie koła ratunkowego Konsultacja z prowadzącym (Ask the Host) w miejsce pytania do publiczności, której nie było w studio w związku z pandemią COVID-19. Każdy zawodnik mógł ponadto zaprosić pomocnika, z którym przez pierwsze 10 pytań mógł porozumiewać się bez ograniczeń, a w późniejszym etapie gry tylko raz, o ile zdecydował się poświęcić w tym celu jedno koło ratunkowe. Wszystkie wygrane przekazano na cele charytatywne; każdemu uczestnikowi zagwarantowano kwotę minimum 32 000 dolarów (nawet, jeśli w czasie gry zdobył mniej).
W sezonie 2020/2021 na fotelu gracza zasiadali na przemian celebryci i zwykli uczestnicy, często poszkodowani przez pandemię. Zasady gry były identyczne z obowiązującymi wiosną 2020 roku.
W serii powstałej z okazji 25. rocznicy wprowadzenia programu na antenę do gry ponownie zaproszono celebrytów. Dostępne koła ratunkowe to, wzorem wersji brytyjskiej: telefon do przyjaciela, pytanie do publiczności, pół na pół oraz konsultacja z prowadzącym.

### Drzewka pieniędzy
| Nr pytania | 1999–2002 | 2004 (Super Millionaire) | 2009 (10. rocznica) | 2020 (20. rocznica), 2020/2021, 2024 (25. rocznica) |
| ---------- | --------- | ------------------------ | ------------------- | --------------------------------------------------- |
| 1          | $ 100     | $ 1000                   | $ 100               | $ 100                                               |
| 2          | $ 200     | $ 2000                   | $ 200               | $ 200                                               |
| 3          | $ 300     | $ 3000                   | $ 300               | $ 300                                               |
| 4          | $ 500     | $ 4000                   | $ 500               | $ 500                                               |
| 5          | $ 1000    | $ 5000                   | $ 1000              | $ 1000                                              |
| 6          | $ 2000    | $ 10 000                 | $ 2000              | $ 2000                                              |
| 7          | $ 4000    | $ 20 000                 | $ 4000              | $ 4000                                              |
| 8          | $ 8000    | $ 30 000                 | $ 8000              | $ 8000                                              |
| 9          | $ 16 000  | $ 50 000                 | $ 16 000            | $ 16 000                                            |
| 10         | $ 32 000  | $ 100 000                | $ 25 000            | $ 32 000                                            |
| 11         | $ 64 000  | $ 500 000                | $ 50 000            | $ 64 000                                            |
| 12         | $ 125 000 | $ 1 000 000              | $ 100 000           | $ 125 000                                           |
| 13         | $ 250 000 | $ 2 500 000              | $ 250 000           | $ 250 000                                           |
| 14         | $ 500 000 | $ 5 000 000              | $ 500 000           | $ 500 000                                           |
| 15         | $ 1 000   | $ 10 000                 | $ 1 000             | $ 1 000                                             |

## Edycje dystrybucji lokalnej (syndication)
Jedną z większych zmian w formacie była rezygnacja producentów z eliminacji w studio.
Pierwszą serię emitowano w sezonie 2002/2003. Drugą – 2003/2004.
Trzecia seria (2004/2005) przyniosła pewne zmiany. Zawodnicy po odpowiedzi na 10. pytanie otrzymywali czwarte koło ratunkowe: Zamiana pytania (Switch the Question), które pozwalało na zmianę dowolnego pytania na inne.
W sezonie 7. (2008/2009) wprowadzono grę na czas. Zawodnicy mieli ustalony limit czasu na udzielenie odpowiedzi (pyt. 1–5 – 15 sekund, pyt. 6–10 – 30 sekund, pyt. 11–14 – 45 sekund, pyt. 15 – 45 sekund+niewykorzystany z poprzednich); niepodanie jej w tym czasie traktowane było jak wycofanie się. Ponadto Pół na pół oraz Zamiana pytania zostały zastąpione przez Podwójną odpowiedź, a także Pytanie do eksperta (Ask the Expert) – zawodnik mógł rozmawiać za pomocą połączenia wideo z ekspertem (najczęściej wcześniejszym uczestnikiem programu lub osobą powszechnie znaną), jednak dopiero po przekroczeniu 1. progu gwarantowanego.
W serii 8. (2009/2010) obowiązywały nowe stawki. Również od 11 stycznia 2010, ze względu na rosnące używanie dostępu do Internetu, wycofano Telefon do przyjaciela, udzielając graczowi Pytanie do eksperta dostępnym przez całą grę.
Sezon 9. (2010/2011) przyniósł bardzo dużo zmian. Po pierwsze Podwójną odpowiedź i Pytanie do eksperta zastąpiono nowym kołem ratunkowym: Przeskocz pytanie (Jump the Question) – uczestnik dostawał je w dwóch egzemplarzach; pozwalało ono uczestnikowi ominąć jedno pytanie, natomiast nie dostawał za nie wynagrodzenia. Jednak przede wszystkim zmienił się sposób przyznawania nagród (Shuffle Format). Po raz pierwszy zaczęły się one sumować. Zawodnik odpowiadał na pytanie, tak naprawdę nie wiedząc o ile gra; dowiadywał się o tym dopiero po oznajmieniu poprawnej odpowiedzi. Tę część nazywano SuperMix round. Gdy odpowiedział już na 10 pytań, przechodził do klasycznej rozgrywki (Classic round / Classic Millionaire) – do miliona zostawały mu już tylko 4 pytania, a suma gwarantowana wynosiła 25 000 (chyba że przeskoczył 10. pytanie, wtedy ta kwota nie obowiązywała). W czasie specjalnego tygodnia Halloween uczestnicy dostawali dodatkową pomoc: Kryształową kulę (Crystal ball), która pozwalała „podejrzeć”, ile warte jest pytanie (tylko w SuperMix round).

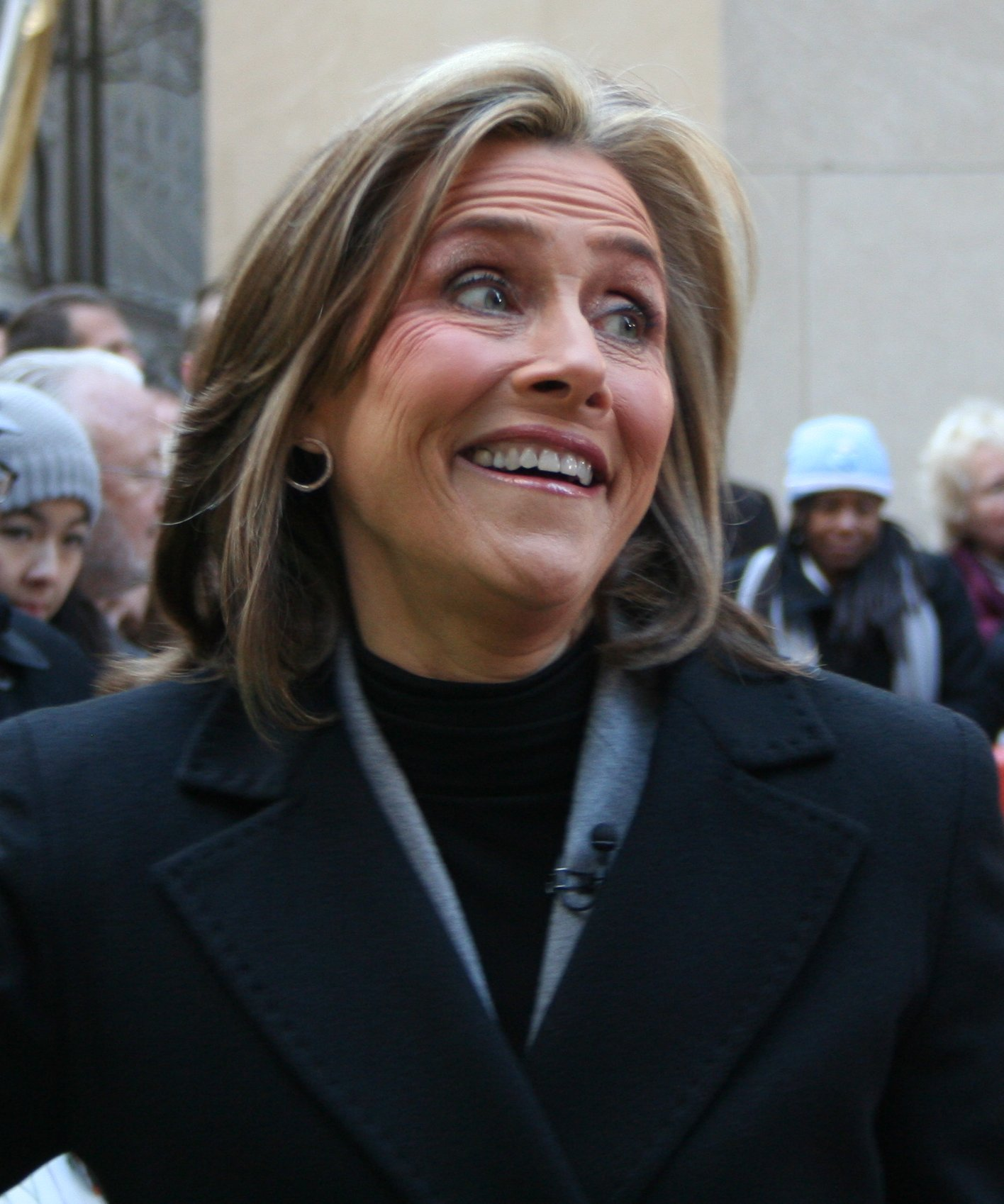
Meredith Vieira prowadziła program przez ponad 10 lat

Pierwsze dziewięć sezonów nagrywano w standardowej rozdzielczości obrazu, natomiast osiem kolejnych (w emisji od września 2011) – w wysokiej rozdzielczości z zastosowaniem panoramicznych (16:9) proporcji obrazu.
W 12. serii (2013/2014) zmieniono prowadzącego – Meredith Vieirę zastąpił Cedric the Entertainer.
W 13. serii (2014/2015) prowadzącym został Terry Crews i zamieniono również jedno Przeskocz pytanie nowym kołem: Plus jeden / +1 (Plus One / +1), za pomocą którego zawodnik mógł skonsultować się z osobą towarzyszącą, którą zaprosił ze sobą do studia.

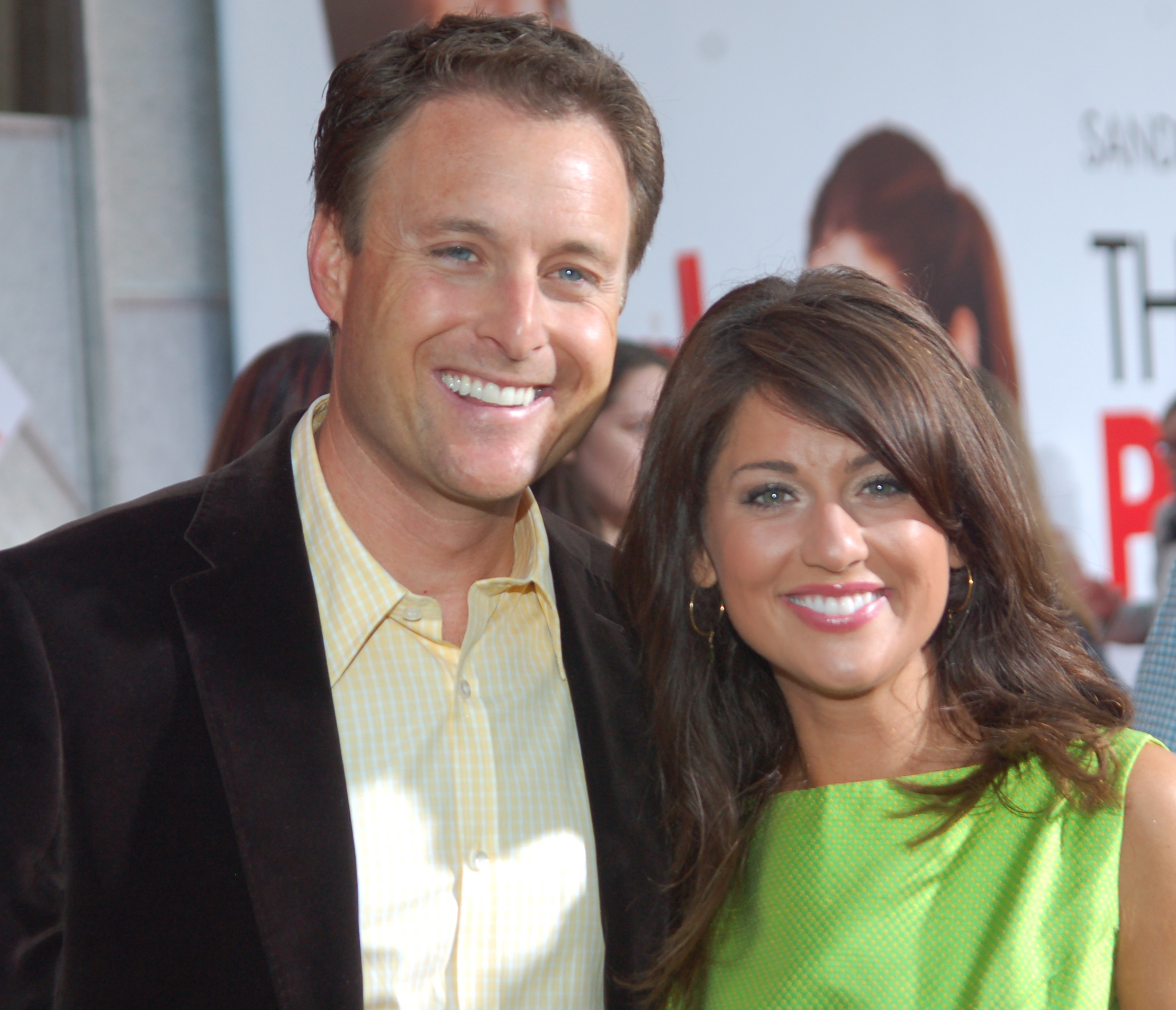
Mężczyzna po lewej to Chris Harrison – ostatni prowadzący

Od 14. sezonu (2015/2016) prezenterem teleturnieju jest Chris Harrison. Zrezygnowano również z wersji Shuffle Format i przywrócono standardowy tok gry, a w miejsce drugiego koła Przeskocz pytanie przywrócono Pół na pół. 
Przy okazji tzw. tygodni mądrych dzieci młodzi uczestnicy otrzymują czwarte koło ratunkowe: Utnij pytanie (Cut the Question), działające na zasadzie Zmiany pytania.
17 maja 2019 roku po 17 latach (w sumie z poprzednimi odcinkami w ABC – 20 lat po emisji pierwszego odcinka) podjęto decyzję o zakończeniu emisji w lokalnej dystrybucji. 31 maja 2019 roku ukazał się ostatni odcinek.

### Drzewka pieniędzy
| Nr pytania | 2002–2004 | 2004–09   | 2009–10   | 2010–15 | 2015–2019 |
| ---------- | --------- | --------- | --------- | --- | --------- |
| 1          | $ 100     | $ 100     | $ 500     | losowa wartość spośród: - $ 100, - $ 500, - $ 1000, - $ 2000, - $ 3000, - $ 5000, - $ 7000, - $ 10 000, - $ 15 000, - $ 25 000 | $ 500     |
| 2          | $ 200     | $ 200     | $ 1000    | losowa wartość spośród: - $ 100, - $ 500, - $ 1000, - $ 2000, - $ 3000, - $ 5000, - $ 7000, - $ 10 000, - $ 15 000, - $ 25 000 | $ 1000    |
| 3          | $ 300     | $ 300     | $ 2000    | losowa wartość spośród: - $ 100, - $ 500, - $ 1000, - $ 2000, - $ 3000, - $ 5000, - $ 7000, - $ 10 000, - $ 15 000, - $ 25 000 | $ 2000    |
| 4          | $ 500     | $ 500     | $ 3000    | losowa wartość spośród: - $ 100, - $ 500, - $ 1000, - $ 2000, - $ 3000, - $ 5000, - $ 7000, - $ 10 000, - $ 15 000, - $ 25 000 | $ 3000    |
| 5          | $ 1000    | $ 1000    | $ 5000    | losowa wartość spośród: - $ 100, - $ 500, - $ 1000, - $ 2000, - $ 3000, - $ 5000, - $ 7000, - $ 10 000, - $ 15 000, - $ 25 000 | $ 5000    |
| 6          | $ 2000    | $ 2000    | $ 7500    | losowa wartość spośród: - $ 100, - $ 500, - $ 1000, - $ 2000, - $ 3000, - $ 5000, - $ 7000, - $ 10 000, - $ 15 000, - $ 25 000 | $ 7000    |
| 7          | $ 4000    | $ 4000    | $ 10 000  | losowa wartość spośród: - $ 100, - $ 500, - $ 1000, - $ 2000, - $ 3000, - $ 5000, - $ 7000, - $ 10 000, - $ 15 000, - $ 25 000 | $ 10 000  |
| 8          | $ 8000    | $ 8000    | $ 12 500  | losowa wartość spośród: - $ 100, - $ 500, - $ 1000, - $ 2000, - $ 3000, - $ 5000, - $ 7000, - $ 10 000, - $ 15 000, - $ 25 000 | $ 20 000  |
| 9          | $ 16 000  | $ 16 000  | $ 15 000  | losowa wartość spośród: - $ 100, - $ 500, - $ 1000, - $ 2000, - $ 3000, - $ 5000, - $ 7000, - $ 10 000, - $ 15 000, - $ 25 000 | $ 30 000  |
| 10         | $ 32 000  | $ 25 000  | $ 25 000  | losowa wartość spośród: - $ 100, - $ 500, - $ 1000, - $ 2000, - $ 3000, - $ 5000, - $ 7000, - $ 10 000, - $ 15 000, - $ 25 000 | $ 50 000  |
| 11         | $ 64 000  | $ 50 000  | $ 50 000  | $ 100 000 | $ 100 000 |
| 12         | $ 125 000 | $ 100 000 | $ 100 000 | $ 250 000 | $ 250 000 |
| 13         | $ 250 000 | $ 250 000 | $ 250 000 | $ 500 000 | $ 500 000 |
| 14         | $ 500 000 | $ 500 000 | $ 500 000 | $ 1 000 | $ 1 000   |
| 15         | $ 1 000   | $ 1 000   | $ 1 000   | – | –         |

## Spis serii i odsłon
| Seria                                   | Sezon       | Liczba odcinków | Początek emisji      | Koniec emisji     | Prowadzący             | Stacja |
| --------------------------------------- | ----------- | --------------- | -------------------- | ----------------- | ---------------------- | ------ |
| Prime time — pierwotna odsłona          |             |                 |                      |                   |                        |        |
| [ e ]                                   | 1999/2000   | 363 lub 364     | 16 sierpnia 1999     | 29 sierpnia 1999  | Regis Philbin          | ABC    |
| [ e ]                                   | 1999/2000   | 363 lub 364     | 7 listopada 1999     | 24 listopada 1999 | Regis Philbin          | ABC    |
| [ e ]                                   | 1999/2000   | 363 lub 364     | 9 stycznia 2000      | emisja ciągła     | Regis Philbin          | ABC    |
| [ e ]                                   | 2000/2001   | 363 lub 364     | emisja ciągła        | emisja ciągła     | Regis Philbin          | ABC    |
| [ e ]                                   | 2001/2002   | 363 lub 364     | emisja ciągła        | 14 lutego 2002    | Regis Philbin          | ABC    |
| [ e ]                                   | 2001/2002   | 363 lub 364     | 28 lutego 2002       | 27 czerwca 2002   | Regis Philbin          | ABC    |
| Syndication (dystrybucja lokalna)       |             |                 |                      |                   |                        |        |
| 1.                                      | 2002/2003   | 195             | 16 września 2002     | 25 lipca 2003     | Meredith Vieira        | różne  |
| 2.                                      | 2003/2004   | 195             | 15 września 2003     | 23 lipca 2004     | Meredith Vieira        | różne  |
| Prime time — Super Millionaire          |             |                 |                      |                   |                        |        |
| 1.                                      | —           | 5               | 22 lutego 2004       | 27 lutego 2004    | Regis Philbin          | ABC    |
| 1.                                      | —           | 7               | 16 maja 2004         | 25 maja 2004      | Regis Philbin          | ABC    |
| Syndication (dystrybucja lokalna) – cd. |             |                 |                      |                   |                        |        |
| 3.                                      | 2004/2005   | 195             | 13 września 2004     | 22 lipca 2005     | Meredith Vieira        | różne  |
| 4.                                      | 2005/2006   | 175             | 12 września 2005     | 30 czerwca 2006   | Meredith Vieira        | różne  |
| 5.                                      | 2006/2007   | 175             | 10 września 2006     | 29 czerwca 2007   | Meredith Vieira        | różne  |
| 6.                                      | 2007/2008   | 175             | 10 września 2007     | 27 czerwca 2008   | Meredith Vieira        | różne  |
| 7.                                      | 2008/2009   | 175             | 8 września 2008      | 26 czerwca 2009   | Meredith Vieira        | różne  |
| Prime time — 10th Anniversary           |             |                 |                      |                   |                        |        |
| 1.                                      | —           | 11              | 9 sierpnia 2009      | 23 sierpnia 2009  | Regis Philbin          | ABC    |
| Syndication (dystrybucja lokalna) – cd. |             |                 |                      |                   |                        |        |
| 8.                                      | 2009/2010   | 175             | 7 września 2009      | 25 czerwca 2010   | Meredith Vieira        | różne  |
| 9.                                      | 2010/2011   | 170             | 13 września 2010     | 24 czerwca 2011   | Meredith Vieira        | różne  |
| 10.                                     | 2011/2012   | 170             | 5 września 2011      | 25 maja 2012      | Meredith Vieira        | różne  |
| 11.                                     | 2012/2013   | 175             | 3 września 2012      | 31 maja 2013      | Meredith Vieira        | różne  |
| 12.                                     | 2013/2014   | 160             | 2 września 2013      | 23 maja 2014      | Cedric the Entertainer | różne  |
| 13.                                     | 2014/2015   | 175             | 8 września 2014      | 29 maja 2015      | Terry Crews            | różne  |
| 14.                                     | 2015/2016   | 175             | 14 września 2015     | 3 czerwca 2016    | Chris Harrison         | różne  |
| 15.                                     | 2016/2017   | 175             | 12 września 2016     | 2 czerwca 2017    | Chris Harrison         | różne  |
| 16.                                     | 2017/2018   | 175             | 11 września 2017     | 1 czerwca 2018    | Chris Harrison         | różne  |
| 17.                                     | 2018/2019   | 175             | 10 września 2018     | 31 maja 2019      | Chris Harrison         | różne  |
| Prime time — powrót do ABC              |             |                 |                      |                   |                        |        |
| 1.                                      | wiosna 2020 | 9               | 8 kwietnia 2020      | 4 czerwca 2020    | Jimmy Kimmel           | ABC    |
| 2.                                      | 2020/2021   | 16              | 18 października 2020 | 31 stycznia 2021  | Jimmy Kimmel           | ABC    |
| 2.                                      | 2020/2021   | 16              | 7 marca 2021         | 21 marca 2021     | Jimmy Kimmel           | ABC    |
| 3.                                      | lato 2024   | 8               | 10 lipca 2024        | 28 sierpnia 2024  | Jimmy Kimmel           | ABC    |
| 4.                                      | lato 2025   | bd.             | bd.                  | bd.               | Jimmy Kimmel           | ABC    |

## Dostępność kół ratunkowych według sezonu
Legenda:
- ● – koło dostępne dla każdego gracza przez całą grę,
- • – koło pojawiające się okazjonalnie, przeważnie podczas niektórych tygodni specjalnych,
- 1 – koło dostępne po osiągnięciu pierwszego progu gwarantowanego,
- 2 – koło dostępne po osiągnięciu drugiego progu gwarantowanego.

| Koło ratunkowe                  | prime time | d.l. | d.l. | prime time | d.l. | d.l. | d.l. | d.l. | d.l. | prime time | d.l. | d.l. | d.l. | d.l. | d.l. | d.l. | d.l. | d.l. | d.l. | d.l. | d.l. | prime time | prime time | prime time |
| Koło ratunkowe                  | 1999–2002  | 1.   | 2.   | Super      | 3.   | 4.   | 5.   | 6.   | 7.   | 10th Ann.  | 8.   | 8.   | 9.   | 10.  | 11.  | 12.  | 13.  | 14.  | 15.  | 16.  | 17.  | 20th Ann.  | 2020/2021  | 25th Ann.  |
| ------------------------------- | ---------- | ---- | ---- | ---------- | ---- | ---- | ---- | ---- | ---- | ---------- | ---- | ---- | ---- | ---- | ---- | ---- | ---- | ---- | ---- | ---- | ---- | ---------- | ---------- | ---------- |
| Telefon do przyjaciela          | ●          | ●    | ●    | ●          | ●    | ●    | ●    | ●    | ●    | ●          | ●    |      |      |      |      |      |      |      |      |      |      | ●          | ●          | ●          |
| Pytanie do publiczności         | ●          | ●    | ●    | ●          | ●    | ●    | ●    | ●    | ●    | ●          | ●    | ●    | ●    | ●    | ●    | ●    | ●    | ●    | ●    | ●    | ●    |            |            | ●          |
| Pół na pół                      | ●          | ●    | ●    | ●          | ●    | ●    | ●    | ●    |      |            |      |      |      |      |      |      |      | ●    | ●    | ●    | ●    | ●          | ●          | ●          |
| Trzech mędrców                  |            |      |      | ●2         |      |      |      |      |      |            |      |      |      |      |      |      |      |      |      |      |      |            |            |            |
| Podwójny strzał                 |            |      |      | ●2         |      |      |      |      | ●    | ●          | ●    | ●    |      |      |      |      |      |      |      |      |      |            |            |            |
| Zamiana pytania                 |            |      |      |            | ●2   |      |      | ●2   |      |            |      |      |      |      |      |      |      |      |      |      |      |            |            |            |
| Pytanie do eksperta             |            |      |      |            |      |      |      |      | ●1   | ●          | ●1   | ●    |      |      |      |      |      |      |      |      |      |            |            |            |
| Przeskocz pytanie               |            |      |      |            |      |      |      |      |      |            |      |      | ●●   | ●●   | ●●   | ●●   | ●    |      |      |      |      |            |            |            |
| Osoba towarzysząca (Plus jeden) |            |      |      |            |      |      |      |      |      |            |      |      |      |      |      |      | ●    | ●    | ●    | ●    | ●    |            |            |            |
| Kryształowa kula                |            |      |      |            |      |      |      |      |      |            |      |      |      |      |      |      | •    |      |      |      |      |            |            |            |
| Utnij pytanie                   |            |      |      |            |      |      |      |      |      |            |      |      |      |      |      |      | •    | •    | •    | •    | •    |            |            |            |
| Konsultacja z prowadzącym       |            |      |      |            |      |      |      |      |      |            |      |      |      |      |      |      |      |      |      |      |      | ●          | ●          | ●          |